# Kalistowo (rejon wołokołamski)
Kalistowo (ros. Калистово) – wieś (dieriewnia) w Rosji, w obwodzie moskiewskim, w rejonie wołokołamskim. W 2010 liczyła 515 mieszkańców.